# アントニオ・イバニェス・デ・アルバ
アントニオ・イバニェス・デ・アルバ（西: Antonio Ibáñez de Alba, 1956年12月2日 - ）は、スペイン、バルセロナ出身の技術者、研究者。
200以上の特許を取得して、砂漠の緑化のための人工椰子の計画で知られる。この計画はリビア政府が5万本の椰子の木を植樹するためにおよそ$10億ドルを投資した。
彼の研究は多くの科学的な出版物やメディアに引用される。
世界知的所有権機関から金メダルを授与された。

## 来歴
1956年12月2日にバルセロナで生まれた。1987年にポリウレタンの研究のためにGusmerで勤務した。
1988年に彼はRENFEで制動装置や正面衝突の安全性の計画のために勤務した。
1980年から1990年にかけて彼はリビアで砂漠の緑化のために椰子の植樹計画に参画した。この研究で1990年にEUREKAUE計画で1等を授与された。
1990年にジュネーヴの世界知的所有権機関から金メダルを授与された。
この計画においてリビア政府は5万本の椰子の植樹のために10億ドルを投資した。